# Еркансола
Еркансо́ла (рос. Эркансола, марій. Ӧркансола) — присілок у складі Новотор'яльського району Марій Ел, Росія. Входить до складу Чуксолинського сільського поселення.

## Населення
Населення — 1 особа (2010; 7 у 2002).
Національний склад (станом на 2002 рік):
- марі — 72 %